# 放晴真好
《放晴真好》，日本音樂團體DREAMS COME TRUE的第12張單曲。1992年10月21日發行。

## 概要
- NHK連續電視小說《力與美（日语：ひらり (テレビドラマ)）》主題歌。2018年，時隔約26年，DREAMS COME TRUE再次演唱了電視劇《萬福》的主題歌（歌名為「與你向前走啦噠噠♪（日语：あなたとトゥラッタッタ♪/THE WAY I DREAM）」）。因此，這首歌26年來首次演唱的翻唱版本（「～VERSION '18～」）也收錄在單曲中。
- 這是DREAMS COME TRUE的第5張專輯《The Swinging Star》的預發行單曲，當時創下了日本最高銷售紀錄。兩首歌曲都收錄在這張專輯中。
- DREAMS COME TRUE唯一一首以卡式錄音帶形式發行的單曲。

## 收錄歌曲
1. 放晴真好
作詞、作曲：吉田美和／編曲：中村正人
  - NHK連續電視小說《力與美（日语：ひらり (テレビドラマ)）》主題歌
  - 在一段副歌中，歌曲頻繁使用調性變化，從C大調、C小調、降E大調、F大調到轉調。一些音樂家對此提出了嚴厲的批評，尤其是黛敏郎，他曾在朝日電視台的《無題音樂會（日语：題名のない音楽会）》中批評這首歌，他指出，除了大量的調性變化外，「歌曲結尾沒有回到主調」，而且「在應該以連貫的日語單字形式演唱的部分出現停頓，這很奇怪」。
  - 這首歌的續集《ALMOST HOME（日语：連れてって 連れてって）》於2008年製作，講述了這首歌的主角步入職場的故事[1]。
  - 1995年收錄於高中音樂教科書[2]。
  - 歌詞以吉田美和的故鄉北海道池田町的風景為背景而寫[3]。
  - 它被用作RHYTHM株式會社（日语：リズム (時計)）的Small World Weather DX機械鐘（4MH698RH08）每小時播放的旋律。

1. SAYONARA
作詞：吉田美和／作曲、編曲：中村正人
  - 1994年，隨單曲《WHEREVER YOU ARE（日语：WHEREVER YOU ARE）》發行英文版《SAYONARA ～WORLDWIDE VERSION～》。

## 收錄專輯
放晴真好
- The Swinging Star（1992年11月14日）
- BEST OF DREAMS COME TRUE（日语：BEST OF DREAMS COME TRUE）（1997年10月1日）
- DREAMS COME TRUE GREATEST HITS "THE SOUL"（日语：DREAMS COME TRUE GREATEST HITS "THE SOUL"）（2000年2月14日）
- DREAMS COME TRUE THE BEST！我的DREAMS COME（日语：DREAMS COME TRUE THE BEST! 私のドリカム）（2015年7月7日）

SAYONARA
- The Swinging Star（1992年11月14日）
- DREAMS COME TRUE THE BEST！我的DREAMS COME（2015年7月7）

## 翻唱
- Soma（日语：Soma (バンド)）（2007年，專輯《Essence of life "smile"》）
- LiSA（2015年，專輯《我與DREAMS COME 2 -DREAMS COME WONDERLAND 2015 開催紀念 BEST COVERS-（日语：私とドリカム2 -ドリカムワンダーランド2015 開催記念 BEST COVERS-）》）
- （2018年）